# Nora Springs
Nora Springs è una città degli Stati Uniti d'America, situata nello Stato dell'Iowa, nella contea di Floyd e in parte nella contea di Cerro Gordo.